# TNA・ロックダウン
TNA・ロックダウン(Lockdown)は、アメリカのプロレス団体、TNAが主宰するプロレスの興行、およびそれを取り扱ったPPVの名称。
開催時期は4月。第一回大会は2005年に開催された。元々TNAは週一回のPPV形態を取っていたが、現在のようなTNA iMPACT!、Xplosion、月一の3時間PPV体勢になってから新たに開催されるようになったPPVである。興行の大きな特徴としては、開催される全ての試合が金網デスマッチであるということである。
開催場所については、TNAのほかの興行同様フロリダ州オーランドのユニバーサル・スタジオ・フロリダに固定されている。

## 第一回大会（2005年）
- 開催日 : 4月25日
- 開催場所 : フロリダ州オーランドのユニバーサル・スタジオ・フロリダ

### 試合結果
※試合形式は、いずれも金網デスマッチである。
トリプルスレットタッグマッチ（ダーク・マッチとして開催）
デビッド・ヤング&レックス・ロブト● vs 3 Live Kru（ロン・キリングス&コナン）○ vs ザ・ナチュラルズ（アンディ・ダグラス&チェイス・スティーブンス）（w / クリス・キャンディード）
タッグマッチ
クリス・キャンディード&ランス・ホイット● vs アポロ＆ソニー・シアキ○
プリンス・オブ・ダークネスマッチ
ボビー・ルード● （w / スコット・ダモア&A1） vs ダスティン・ローデス○
X-scapeマッチ
マイケル・シェーン（w / トリニティ） vs ソンジェイ・ダット vs クリス・セイビン（w / トレイシー） vs ショッカー○
テーブルマッチ
レイヴェン● vs ジェフ・ハーディー○
ストラップマッチ（NWA世界タッグチーム王座戦）
アメリカズ・モスト・ウォンテッド（クリス・ハリス&ジェームズ・ストーム）（王者組）○ vs チームカナダ （ピーティー・ウィリアムズ&エリック・ヤング（w / A1）●
TNA Xディヴィジョン王座戦
クリストファー・ダニエルズ○ vs エリックス・スキッパー●
6人タッグマッチ
プラネット・ジャレット（ジェフ・ジャレット&モンティ・ブラウン&ジ・アウトロー）● vs ショーン・ウォルトマン&ダイヤモンド・ダラス・ペイジ&BGジェイムス○
シングルマッチ
アビス● vs AJスタイルズ○

## 第二回大会（2006年）
- 開催日 : 4月23日
- 開催場所 : フロリダ州オーランドのユニバーサル・スタジオ・フロリダ

### 試合結果
※試合形式は、いずれも金網デスマッチである。
第1試合
・チームジャパン（鈴木みのる、ブラック・タイガー、後藤洋央紀）○VSチームUSA（ジェイ・リーサル、サンジェイ・ダット、アレックス・シェリー）●

## 第三回大会（2007年）
- 開催日 :
- 開催場所 :

## 第四回大会（2008年）
- 開催日 :
- 開催場所 :

## 第五回大会（2009年）
- 開催日 :
- 開催場所 :

## 第六回大会（2010年）
- 開催日 :
- 開催場所 :

## 第七回大会（2011年）
- 開催日 :
- 開催場所 :

## 第七回大会（2012年）
- 開催日 :
- 開催場所 :

## 第七回大会（2013年）
- 開催日 :
- 開催場所 :

## 第七回大会（2014年）
- 開催日 :
- 開催場所 :

## 第七回大会（2015年）
- 開催日 :
- 開催場所 :